# Лукашова Іраїда Петрівна
Іраїда Петрівна Лукашо́ва (нар. 14 січня 1938, Свердловськ) — українська артистка балету, балетмейстер і педагог. 

## Біографія
Народилася 14 січня 1938 року у місті Свердловську (нині Єкатеринбург, Росія). Упродовж 1946—1953 років навчалась в Одеській хореографічній школі у К. Пушкіної.
В 1954 році — солістка балету Одеського театру опери та балету, у 1955—1975 роках — солістка балету, з 1975 по 1986 рік — балетмейстер-репетитор Київського театру опери та балету імені Тараса Шевченка. 1964 року в Парижі, разом з Валерієм Парсеговим, отримала Ґран-Прі 2-го Міжнародного фестивалю танцю та Міжнарожну премію імені Анни Павлової та Вацлава Ніжинського.
У 1980 році закінчила Державний інститут театрального мистецтва у Москві (викладач Ростислав Захаров). Одночасно з роботою у Київському оперному театрі протягом 1980–1991 років працювала балетмейстером-репетитором Хорватського національного театру у Заґребі та протягом 1981–1983 років балетмейстером-репетитором балетної трупи в Анкарі. 
Працювала за кордоном. На початку 2019 року, на запрошення дирекції Національної опери України, повернулася до складу педагогів-репетиторів Національної опери України.

## Партії
- Лілея («Лілея» Костянтина Данькевича);
- Мавка («Лісова пісня» Михайла Скорульського);
- Попелюшка, Джульєтта («Попелюшка», «Ромео і Джульєтта» Сергія Прокоф'єва);
- Аврора, Маша, Франческа («Спляча красуня», «Лускунчик», «Франческа да Ріміні» Петра Чайковського);
- Марія («Бахчисарайський фонтан» Бориса Асаф'єва);
- Айша («Сім красунь» Кара Караєва);
- Ширін («Легенда про любов» Аріфа Мелікова);
- Жізель («Жізель» Адольфа Адама);
- Кітрі («Дон Кіхот» Лодвига Мінкуса);
- Сванільда («Коппелія» Лео Деліба);
- Есмеральда («Есмеральда» Чезаре Пуньї).

## Відзнаки
- Народна артистка УРСР з 1973 року;
- Орден Трудового Червоного Прапора;
- Орден «Знак Пошани».